# 岬太郎
岬太郎（みさき たろう），為日本漫畫足球小將翼的一個角色，自小父母離異，與父親一起四處為家，每個地方也是待一會便離開，但他仍然能夠保持優秀的學業成績。在第一次南葛市生活時，與同樣就讀於南葛小學的大空翼為黃金拍檔，曾效力球隊包括南葛小學、南葛高中、日本少年隊、日本青年軍、日本奧運隊。效力日本青年軍期間，因救同母異父的妹妹導致被車撞至斷腳，在決賽周只在決賽的下半場十五分鐘開始上場，成為日本隊奪得世青冠軍的其中一名功臣。

## 基本資料
- 綽號：球場上的藝術家
- 出生地：日本南葛市
- 生日：5月5日
- 身高：174cm
- 體重：62kg
- 星座：金牛座
- 球衣號碼：11
- 擔任位置：中場、攻擊中場、右中場
- 擅長腳：右腳
- 所屬隊伍：磐田山葉、巴黎聖日耳門

## 經歷
岬太郎在小學期間不斷轉換學校，在南葛小學就讀時在全國大賽中奪得冠軍；國中三年隨父親前往法國留學；回日本後就讀南葛高中，由於南葛高中缺少大空翼這位王牌靈魂人物，故高中三年一直輸給日向小次郎領軍的東邦學院。在【Golden 23】年代，大空翼、日向小次郎等名將均轉戰海外，他與松山光、三杉淳組成了「3M」組合（松山光Hikaru Matsuyama、岬太郎Taro Misaki、三杉淳Jyun Misugi）。

## 必殺技
1. 回力刀射門
2. S. S. S. 射門
3. 雙人射門（與大空翼合作）
4. 閃光雷獸射門（與大空翼和日向小次郎合作）
5. 高速龍捲風空中阿爾法射門（與大空翼合作）